# Sidari
Sidari (gr. Σιδάρι) – miejscowość w Grecji, położona na wyspie Korfu, w administracji zdecentralizowanej Peloponez, Grecja Zachodnia i Wyspy Jońskie, w regionie Wyspy Jońskie, w jednostce regionalnej Korfu, w gminie Korfu. W 2011 roku liczyła 386 mieszkańców.